# 井上昭文
井上 昭文（いのうえ しょうぶん、1927年8月22日 - 2013年1月28日）は、日本の俳優。本名は同じ。
愛知県名古屋市出身。中京商業高等学校卒業。劇団新人会を経て、六芸社、グループ71に所属していた。
妻は女優の第1回紀伊國屋演劇賞個人賞を受賞した馬場恵美子。

## 来歴・人物
俳優座養成所2期生。養成所卒業後、劇団新人会の創立メンバーの一員となる。
色川武大の『浅草葬送譜』によれば、名古屋から家出をして清水金一の付き人をしていたという。中京商業が母校。
東宝で若干のキャリアを積んだ後、1957年に『幕末太陽傳』で日活デビュー。1961年から1965年までは日活と専属契約を結び、名バイプレイヤーとして数多くの作品に出演し、石原裕次郎、小林旭、吉永小百合らのスターを引き立てながら、日活映画の黄金期を支えた。
テレビでも、時代劇のヤクザ親分や悪代官や悪徳商人や凄腕剣客、刑事ドラマの叩き上げ刑事、特撮ドラマの仙人、コメディ学園ドラマ・ハレンチ学園の変態教師・丸ゴシ先生など、枠にはまることなく様々な役柄を演じており、『レインボーマン』で演じたインドの聖者「ダイバダッタ」などで知られる。後に『コンドールマン』でも主人公の師である「タバ老人」を演じたが、同系キャラクターということもあって、本人は二者の撮影エピソードを混同している。1982年から放送された『西部警察 PART-II』ではこれまで多く演じた悪役ではなく、刑事役を演じたが、自ら降板を申し出て第35話「娘よ、父は… 浜刑事絶命」をもって殉職という形で番組を降板した。
趣味はサックス演奏（高校生の時に親戚のおばに教わったという）と高校野球観戦。特技は歌。
2013年1月28日、肺炎のため死去。

## 出演

### 映画
- 蜘蛛巣城（1957年、東宝）
- 幕末太陽傳（1957年、日活）
- 帝銀事件 死刑囚（1957年、日活）
- 赤い陣羽織（1958年、松竹）
- 人間の條件 第三部 望郷篇 / 第四部 戦雲篇（1959年、松竹）
- キクとイサム（1959年、大東映画）※ノンクレジット
- 地図のない町（1960年、日活）
- 追跡（1961年、日活）
- アラブの嵐（1961年、日活）
- 松川事件（1961年、松川事件劇映画製作委員会）
- 銀座の恋の物語（1962年、日活）
- 夢がいっぱい暴れん坊（1962年、日活） - チャンドラ（偽名“バンコ”）[11]
- 男と男の生きる街（1962年、日活）
- 花と竜（1962年、日活）
- 伊豆の踊子（1963年、日活）
- 青い山脈（1963年、日活）
- 男の紋章（1963年、日活）
- 銀座の次郎長 天下の一大事（1962年、日活） - 太郎（次郎長の兄を自称する謎の男）
- 帝銀事件 死刑囚（1964年、日活）
- 夕陽の丘（1964年、日活）
- 俺たちの血が許さない（1964年、日活）
- 黒いダイスが俺を呼ぶ（1964年、日活）
- ギター抱えたひとり旅（1964年、日活）
- 泣かせるぜ（1965年、日活）
- 網走番外地 北海篇（1965年、東映）
- 日本侠客伝 雷門の決斗（1966年、東映）
- 続東京流れ者 海は真っ赤な恋の色（1966年、日活）
- 座頭市果し状（1968年、大映）
- 嵐の果し状 (1968年、日活)
- 荒い海 (1968年)
- 刺客列伝（1969年、日活）
- 日本最大の顔役（1970年、日活）
- 戦争と人間 第一部 運命の序曲（1970年、日活）
- 無宿人御子神の丈吉 川風に過去は流れた (1972年、東宝)
- トラック野郎・御意見無用（1975年、東映）
- エデンの海（1976年、東宝）
- あしたの火花（1977年、共同映画）
- 天平の甍（1980年、東宝）
- 積木くずし（1983年、東宝）
- ときめき海岸物語（1983年、松竹）
- 愛しき日々よ（1984年、東宝）
- みんなのいえ（2001年、東宝）

### テレビドラマ
- 風雪（1964年、NHK）
  - 「最後の将軍」 - 後藤象二郎
  - 「この者ども逆臣に候」 - 大楽源太郎
- 大河ドラマ（NHK）
  - 太閤記（1965年） - 伊達政宗
  - 源義経（1966年） - 越中次郎兵衛尉盛嗣
  - 天と地と（1969年） - 富田郷左衛門
  - 春の坂道（1971年） - 川合武右衛門
  - 花神（1977年） - 大楽源太郎
  - 徳川家康（1983年） - 山県昌景
- 連続テレビ小説（NHK）
  - おはなはん（1966年）
  - あしたこそ（1968年 - 1969年） - 花山吾郎
  - わたしは海（1978年 - 1979年） - 川村喜市
- ザ・ガードマン 第146話「俺の鎖をといてくれ」（1968年、TBS） - 風間
- フジ三太郎 第9話「男心は男じゃなければ」（1968年、TBS）
- 東京バイパス指令 第48話「なぶり殺せ!」（1969年、NTV）
- フラワーアクション009ノ1 第5話「怪盗ルパンSOS」（1969年、CX） - 藤堂博士
- 鬼平犯科帳 第1シリーズ（NET / 東宝） ※松本幸四郎版
  - 第6話「本所・桜屋敷」（1969年）‐ 小川や梅吉
  - 第19話「霧（なご）の七郎」、第20話「山吹屋お勝」（1970年）‐ 霧の七郎
- ハレンチ学園（1970年 - 1971年、12ch） - 丸ゴシ先生
- 青空浪人 第5話「人狩り大川端」（1971年、NTV）
- 木枯し紋次郎（CX）
  - 第1部 第9話「湯煙に月は砕けた」（1972年） - 権三
  - 第2部 第15話「木っ端が燃えた上州路」（1973年） - 本庄の武兵衛
- 荒野の素浪人 第1シリーズ（NET）
  - 第17話「強奪 けもの谷の御用金」（1972年） - 山姫の七兵衛
  - 第62話「強奪 けものたちの群れ」（1973年） - 沢熊の権次
- レインボーマン（1972年 - 1973年、NET） - ダイバダッタ
- ママはライバル 第12話「ママは嘘つきだ!」（1972年、TBS）
- 赤ひげ 第28話「種痘」（1973年、NHK）
- 子連れ狼（NTV）
  - 第1部 第15話「北から南 西から東」（1973年） - 朽木十内
  - 第2部 第11話「虎落笛」（1974年） - 左弁馬
  - 第3部 第4話「絹の雲」（1976年） - 尾太
- 荒野の用心棒 第16話「烈風輸送隊に白馬が嘶いて…」（1973年、NET） - 熊五郎
- 唖侍鬼一法眼 第9話「青い目の少女」（1973年、NTV） - 竜巻のさぶ
- 水戸黄門（TBS / C.A.L）
  - 第4部 第23話「泥棒にされた黄門さま -一ノ関-」（1973年6月25日） - 山住五兵衛
  - 第10部
    - 第2話「女度胸の鉄火肌 -神奈川-」（1979年8月20日） - 大八
    - 第26話「日本晴れ!!水戸街道 -水戸-」（1980年2月11日） - 伊蔵

  - 第12部（1981年）
    - 第10話「殴られた黄門様 -伏見-」 - 黒染の権六
    - 第17話「備前緋襷兄弟茶碗 -岡山-」 - 福浜の鉄五郎

  - 第14部 第3話「姫様そっくり千両役者 -福島-」（1983年11月14日） - 御代田の金蔵
  - 第15部（1985年）
    - 第15話「願い叶えた鯉のぼり -大竹-」 - 正五郎
    - 第30話「男度胸の木曽節仁義 -木曽福島-」 - 熊造
    - 第38話「父と呼ばれた格之進 -大宮-」 - 荒川の勢造

  - 第16部
    - 第6話「敵と呼ばれた助三郎 -島田-」（1986年6月2日） - 早船の三造
    - 第19話「泣く子にゃ勝てぬ悪企み -福井-」（1986年9月1日） - 勝五郎
    - 第37話「初春献上二人彫 -日光-」（1987年1月5日） - 華厳の勝造

  - 第17部 第2話「血染めの直訴状 -八王子-」（1987年8月31日） - 鎌造
  - 第18部
    - 第10話「仇討ち木曽節仁義 -木曽福島-」（1988年11月14日） - 常念の勘造
    - 第30話「天下の嶮の悪退治 -箱根-」（1989年4月10日） - 重兵衛

  - 第19部（1989年）
    - 第6話「因業爺は瓜二つ -仙台-」 - 塩釜の玄八
    - 第14話「恩讐越えた一刀彫 -米沢-」 - 氷室の源造

  - 第20部
    - 第2話「水晶守った怒りの十手 -甲府-」（1990年10月29日） - 荒間の五郎蔵
    - 第15話「女度胸の玄海節 -小倉-」（1991年2月18日） - 西海屋定五郎
    - 第24話「嫁の真心 豊後竹人形 -別府-」（1991年4月22日） - 権造
    - 第44話「涙で染めた紅花紬 -山形-」（1991年9月9日） - 北条の五郎蔵

  - 第21部（1992年）
    - 第1話「悪鬼が巣喰う岡崎城 -水戸・岡崎-」 - 般若の紋造
    - 第14話「瞼の父は偽黄門 -宇和島-」 - 八幡の勘五郎

  - 第22部（1993年）
    - 第9話「天狗に狙われた娘 -新宮-」 - 波切の亀五郎
    - 第16話「白いおひげのお風呂番 -別府-」 - 毘沙門五郎蔵

  - 第23部 第9話「悪を裁いた偽黄門様 -糸魚川-」（1994年9月26日） - 鍾馗の大五郎
- バーディー大作戦 第3話「ギャング対Gメン 盗聴作戦」（1974年、TBS） - 向井
- 座頭市物語 第12話「やわ肌仁義」（1974年、CX） - 安中の権蔵
- 右門捕物帖 第47話「しあわせ」（1975年、NET / 東映）
- コンドールマン（1975年、NET） - タバ老人
- 必殺シリーズ（ABC / 松竹）
  - 必殺必中仕事屋稼業 第19話「生かして勝負」（1975年） - 大山栄之進
  - 翔べ! 必殺うらごろし 第16話「病床で危篤の男が銭湯にいた!」（1979年） - まむしの以蔵
  - 必殺仕事人V 第5話「主水、奉行所の人員整理にあわてる」（1985年） - 鬼平次
- 剣と風と子守唄 第3話「紅い罠」（1975年、NTV） - 伊賀の小鉄
- 少年ドラマシリーズ（NHK）
  - 快傑黒頭巾（1976年）
  - 蜃気楼博士（1978年） - 蜃気楼博士（久保寺俊作）
- 夫婦旅日記 さらば浪人 第4話「恋しのぶ宿」（1976年、CX） - 対馬
- 桃太郎侍（NTV）
  - 第9話「伊之助慕情」（1976年） - 鉄蔵
  - 第76話「魚屋おちか出世噺」（1978年） - 矢沢
  - 第136話「仇討ち母子星」（1979年） - 河内屋五郎蔵
  - 第159話「田之助の婿入り志願」（1979年） - 松田
  - 第196話「大江戸ラブ・ストーリー」（1980年） - 由造
  - 第207話「ちどり・かもめ只今特訓中!」（1980年） - 西海屋
  - 第247話「「渡世の意地通します」（1981年） - 竜神の万五郎
- 江戸を斬る（TBS / C.A.L）
  - 江戸を斬るIII 第8話「盗まれた入牢証文」（1977年） - 六助
  - 江戸を斬るIV 第16話「目が見えたよ!兄さん」（1979年） - 霞の文造
  - 江戸を斬るV 第8話「おゆきに似てた娘掏摸」（1980年） - 紋十
  - 江戸を斬るVI 第21話「十手で物言う悪い奴」（1981年） - 仙蔵
  - 江戸を斬るVII（1987年）
    - 第5話「潜入深川無法地帯」 - 助七
    - 第24話「伜は天下の町奉行」 - 減八
- 新・座頭市（CX）
  - 第1シリーズ 第28話「上州わらべ唄」（1977年）
  - 第3シリーズ 第2話「冬の花火」（1979年） - 駕籠善
- 人形佐七捕物帳 第16話「四日に一度の恋」（1977年、ANB / 東映） - 平井玄七郎
- 新五捕物帳（NTV / ユニオン映画）
  - 第14話「怒りの十手に血が騒ぐ」（1978年） - 姫殺しの嘉助
  - 第64話「禁じられた十手」（1979年） - 香愁
  - 第146話「屋根裏の女」（1981年）
  - 第156話「男の戦い」（1981年） - 利兵衛
- 暴れん坊将軍（ANB / 東映）
  - 吉宗評判記 暴れん坊将軍
    - 第4話「遙かなる遠き日の母」（1978年） - 大角伝七郎
    - 第74話「江戸煩いを叩き出せ!」（1979年） - 渋沢法印道伯
    - 第112話「誇り高きカモ侍」（1980年） - 大野助右衛門
    - 第122話「知るや南のうらみ節」（1980年7月26日） - 島津吉貴
    - 第146話「ああ! 成敗涙あり」（1981年） - 戸田主水正
    - 第163話「鬼女を哭かせた腰抜侍」（1981年） - 千石飛騨守
    - 第192話「泣き笑い河内人情ど根情」（1982年） - 安藤修理太夫
    - 第203話「雪崩に消えた恋の花」（1982年） - 武蔵屋彦兵衛

  - 暴れん坊将軍II
    - 第37話「女もつらいよ 母なれば」（1983年） - 弥平次
    - 第64話「天誅! 窓ぎわの反乱!」（1984年） - 林田土佐守
    - 第81話「夢は盗っ人大明神!」（1984年） - 八木沢頼母
    - 第99話「め組で一番もてない奴!」（1985年） - 神崎刑部
    - 第125話「勅使下向、天下を賭けた江戸っ子神輿!」スペシャル（1985年） - 石川伊予守
    - 第182話「燃える江戸城! 男たちの一番纏!」(スペシャル)（1987年） - 佐々隼人正
    - 第165話「新さんに再び悪女の深情け!」（1986年） - 瀬戸半左衛門

  - 暴れん坊将軍III
    - 第17話「ちゃんにとどけ! 江戸ばやし」（1988年） - 横尾大膳
    - 第69話「浮世哀しやあだ花の女!」（1989年） - 中川勘解由
    - 第103話「ひとりぽっちの夢飾り」（1990年） - 大井能登守
    - 第119話「大江戸めおと花火」（1990年） - 湊屋
- 大岡越前 （TBS / C.A.L）
  - 第5部 第25話「誘拐された雪絵」（1978年7月24日） - 源八
  - 第6部 第13話「情けが仇の蕎麦がき代」（1982年5月31日） - 唐造
  - 第8部 第14話「父恋し涙の花嫁」（1984年10月22日） - 蝮の金造
  - 第9部 第5話「忠相を慕う女」（1985年11月25日） - 吉野屋権造
  - 第10部（1988年）
    - 第17話「夢で拾った因果な財布」 - 仙造
    - 第25話「亡霊に狙われた男」 - 源次

  - 第11部 第4話「緋桜の女」（1990年5月14日） - 権十
  - 第13部（1993年）
    - 第18話「瞼の母は盗人だった」 - 三日月の源太
    - 第26話「江戸を守った大岡裁き」 - 赤不動の藤五郎
- ザ・スーパーガール（1979年、12ch）
  - 第8話「女を襲う黒い影を追え」 - 五十嵐
  - 第26話「新探偵 売春組織の罠を暴け」 - 中沢
- 大空港 第42話「ロサンゼルス密輸ルート 一人旅の少年」（1979年、CX） - 島本三郎（島本組組長）
- 江戸の激斗 第5話「けもの狩り」（1979年、CX） - 群盗「ましら」頭目
- 江戸の牙 第5話「悲壮 命買います」（1979年、ANB） - 関守の唐五郎
- 土曜ワイド劇場（ANB）
  - スキーバスを追え! 36人の乗客 （1980年）
  - 松本清張の小さな旅館 （1981年）
  - 松本清張の書道教授・消えた死体（1982年） - 小川鉄太郎
  - 松本清張の断線（1983年）
  - 小樽殺人事件・北海〜能登〜安曇野・黒揚羽蝶は死の予告!オタモイ岬の女（1986年）
  - 尼さん探偵名推理 第1作（1989年） - 山口清二
- 大捜査線→大捜査線シリーズ 追跡（1980年、CX）
  - 第9話「野良犬ブルース」
  - 第42話「君は人のために死ねるか」
- 服部半蔵 影の軍団 第9話「女忍びの五月闇」（1980年、KTV）
- 雪姫隠密道中記 第11話「御用金を狙った男 -姫路-」（1980年、MBS） - 捨五郎
- 猿飛佐助 第12話「甲賀忍法 火炎襖」（1980年、NTV） - 素波の源次
- 柳生あばれ旅 第8話「ふたり十兵衛恋娘 -岡部-」（1980年、ANB） - 小林軍太夫
- 土曜ドラマ / 戦後史実録シリーズ 空白の900分 -国鉄総裁怪死事件-（1980年、NHK）
- プロハンター 第7話「悪魔のソナタ」（1981年、NTV）
- 時代劇スペシャル（CX）
  - 清水次郎長 勢揃い清水港（1981年） - 鬼瓦の勘兵衛
  - 秘境黄金谷の決闘（1983年）- 安部清兵衛
- 鬼平犯科帳（ANB / 中村プロ） ※萬屋錦之介版
  - 第1シリーズ 第25話「妙義の團右衛門」（1980年） - 妙義の團右衛門
  - 第2シリーズ 第25話「密偵たちの宴」（1981年） - 竹村玄洞
  - 第3シリーズ 第6話「隠居金七百両」（1982年） - 堀切の次郎助
- 太陽にほえろ! （NTV）
  - 第495話「意地ッ張り」（1982年） - 袴田伝吉巡査
  - 第631話「ロックとブルース」（1985年） - 長田則之
  - 第707話「いつか見た、青い空」（1986年） - 岩田刑事
- 同心暁蘭之介 第24話「神を売った男」（1982年、CX）
- 西部警察 PART-II 第1話「大門軍団・激闘再び -沖田登場-」 - 第35話「娘よ、父は… 浜刑事絶命」（1982年 - 1983年、ANB） - 浜源太郎
- 源九郎旅日記 葵の暴れん坊 第35話「荒海に哭く恋人形」（1983年、ANB） - 佐渡屋友蔵
- 松平右近事件帳 第42話「女賊 稲妻お松」（1983年、NTV） - 弁天辰五郎
- 新・松平右近 第22話「右近の旅立ち」（1983年、NTV） - 三州屋仁造
- 柳生十兵衛あばれ旅 第14話「燃える女の館」（1983年、ANB） - 霧隠才蔵
- 婦警さんは魔女 第8話「嬉しいッと言いながら背負い投げ」（1983年、TBS） - 賭博団のボス
- 銭形平次 第868話「七つの顔の平次」（1983年、CX）
- 銀河テレビ小説（NHK）
  - 今ぞ恋しき（1983年） - 松見大作
  - 総務部総務課山口六平太（1988年） - 平山
- 暴れ九庵 第18話「野望」（1985年、KTV） - 熊造
- 特捜最前線 第435話「特命課・吉野刑事の殉職!」（1985年、ANB） - 杉本
- 若大将天下ご免!（1987年、ANB）
  - 第4話「悲しい舟を漕ぐ女!」 - 大岩
  - 第35話「寄せ場帰りと暴れ馬!」 - 重蔵
- 松本清張の絢爛たる流離 第4話「年上令嬢の危険な誘惑」（1987年、ANB）
- 12時間超ワイドドラマ / 花の生涯 井伊大老と桜田門（1988年、TX） - 宝寿院
- 火曜サスペンス劇場（NTV）
  - 震える髪（1986年）
  - 花園の迷宮（1988年） - 山口刑事
  - 女監察医 室生亜季子
    - 第7作「もう一つの指紋」（1989年） - 金沢医長
    - 第15作「扼殺」（1994年） - 万家仙太郎
- さすらい刑事旅情編 第21話「信州雪景色・汽車を歌う男」（1989年、ANB）
- 月影兵庫あばれ旅 第1シリーズ 第11話「極楽太鼓が鳴る地獄」（1989年、TX） - 伝次
- 神谷玄次郎捕物控 第8話「岡っ引殺し」（1990年、CX） - 作十
- あばれ八州御用旅 第2シリーズ 第19話「過去を捨てた逃亡者」（1991年、TX） - 熊造
- 鬼平犯科帳（CX / 松竹）※中村吉右衛門版
  - 第2シリーズ 第18話「下段の剣」（1991年） - 牛久の小助
  - 第6シリーズ 第9話「迷路」（1995年） - 矢野口の甚七
- 銭形平次 第2シリーズ 第16話「誘惑の影」（1992年、CX） - 幸兵衛
- 名奉行 遠山の金さん（ANB / 東映）
  - 第4シリーズ 第12話「仕組まれた逆玉の輿」（1992年） - 湊屋八兵衛
  - 第6シリーズ 第14話「殴られた金さん」（1994年） - 加納屋
- 月曜ドラマスペシャル（TBS）
  - 松本清張作家活動40年記念・迷走地図（1992年） - 西田八郎
  - 女借金取りがゆく!!（2000年） - 野村雁二郎
- 金曜時代劇 / 清左衛門残日録 第2話「白い顔」（1993年、NHK）
- ドラマ愛の詩 / ズッコケ三人組2 第2話「あやうしズッコケ探検隊 その2」（1999年、ETV） - 彦田源二

### オリジナルビデオ
- 裏切りの明日（1990年、東映ビデオ）
- 極楽競馬 のるかそるかの大逆転! （1992年、パック・イン・ビデオ）
- ヘイ! オイラーズ〜甦るスカイライン神話 （1991年、ジャパンホームビデオ）

### 人形劇
- ネコジャラ市の11人（箱根山銀時）